# わたしの青い鳥 桜田淳子 REMIX & BEST
『わたしの青い鳥 桜田淳子 REMIX & BEST』（わたしのあおいとり　さくらだじゅんこ　リミックス＆ベスト）は、桜田淳子のベスト・アルバムである。1992年12月16日発売。発売元はビクター音楽産業（現・ビクターエンタテインメント）。

## 解説
かつてのヒット曲にリミックスを施した10曲入りのベスト盤。アレンジは全て米光亮が手掛け、ジャケットの絵は桜田淳子本人が担当している。
2007年にオリジナルアルバム全19枚が復刻された際、各アルバムに振り分けられ、それぞれボーナストラックとして収録された。

## 収録曲
1. 天使も夢みる
  - 作詞阿久悠、作曲: 中村泰士、編曲: 米光亮
  - （復刻アルバム『そよ風の天使+9』に収録）
2. わたしの青い鳥
  - 作詞: 阿久悠、作曲: 中村泰士、編曲: 米光亮
  - （復刻アルバム『わたしの青い鳥+8』に収録）
3. 花物語
  - 作詞: 阿久悠、作曲: 中村泰士、編曲: 米光亮
  - （復刻アルバム『淳子と花物語+10』に収録）
4. はじめての出来事
  - 作詞: 阿久悠、作曲: 森田公一、編曲: 米光亮
  - （復刻アルバム『スプーン一杯の幸せ+6』に収録）
5. 夏にご用心
  - 作詞: 阿久悠、作曲: 森田公一、編曲: 米光亮
  - （復刻アルバム『青春前期+7』に収録）
6. しあわせ芝居
  - 作詞・作曲: 中島みゆき、編曲: 米光亮
  - （復刻アルバム『しあわせ芝居+2』に収録）
7. 追いかけてヨコハマ
  - 作詞・作曲: 中島みゆき、編曲: 米光亮
  - （復刻アルバム『ステンドグラス+8』に収録）
8. リップスティック
  - 作詞: 松本隆、作曲: 筒美京平、編曲: 米光亮
  - （復刻アルバム『ステンドグラス+8』に収録）
9. サンタモニカの風
  - 作詞: 阿久悠、作曲: 萩田光雄、編曲: 米光亮
  - （復刻アルバム『一枚の絵+8』に収録）
10. LADY
  - 作詞・作曲: 尾崎亜美、編曲: 米光亮
  - （復刻アルバム『パーティー・イズ・オーバー+5』に収録）